# U-557
U-557 – niemiecki okręt podwodny typu VIIC z okresu II wojny światowej. Wyporność U-Boota wynosiła 769 ton w położeniu nawodnym i 871 ton pod wodą, a jego główną bronią było 14 torped o kalibrze 533 mm, wystrzeliwanych z pięciu wewnętrznych wyrzutni. Jednostka rozwijała na powierzchni maksymalną prędkość 17,6 węzła, jej zasięg przy prędkości 10 węzłów wynosił 8500 Mm.
Okręt został zwodowany 22 grudnia 1940 roku w stoczni Blohm & Voss w Hamburgu, a 13 lutego 1941 roku wcielono go do służby w Kriegsmarine. Pływając w składzie 1. i 29. Flotylli U-Bootów, U-557 odbył cztery patrole bojowe, podczas których zatopił sześć statków o łącznej pojemności 31 729 BRT i brytyjski krążownik lekki HMS „Galatea” o wyporności 5220 ton. 16 grudnia 1941 roku na zachód od Krety U-Boot został pomyłkowo zatopiony  przez włoski torpedowiec „Orione”.

## Projekt i budowa
Jednostki typu VIIC były kolejnym ewolucyjnym ulepszeniem najliczniej budowanych w Niemczech okrętów typu VII. Poprzednik – typ VIIB – miał zbyt mały zasięg i za mało miejsca pod pokładem, by można było zainstalować sonar. Opracowany w 1938 roku projekt nowego okrętu różnił się od poprzedniej wersji m.in. zwiększoną grubością blach kadłuba sztywnego (z 16 do 18,5 mm, co zwiększyło maksymalną głębokość zanurzenia z 200 metrów do 250–280 metrów), przedłużeniem kadłuba o 60 cm i kiosku o 30 cm oraz powiększeniem zbiorników paliwa o 5,4 m³, co poprawiło zasięg. Powiększone rozmiary pozwoliły na instalację aktywnego sonaru S-Gerät, który uzupełniał pasywny Gruppenhorchgerät (GHG). Do zakończenia wojny do służby weszło 568 okrętów typu VIIC .
U-557 zamówiono 25 września 1939 roku . Został zbudowany w stoczni Blohm & Voss w Hamburgu jako jeden z 171 okrętów typu VIIC zamówionych w tej wytwórni . U-557 otrzymał numer stoczniowy 533 (Werk 544) . Stępkę okrętu położono 6 stycznia 1940 roku, a zwodowany został 22 grudnia 1940 roku .

## Dane taktyczno-techniczne

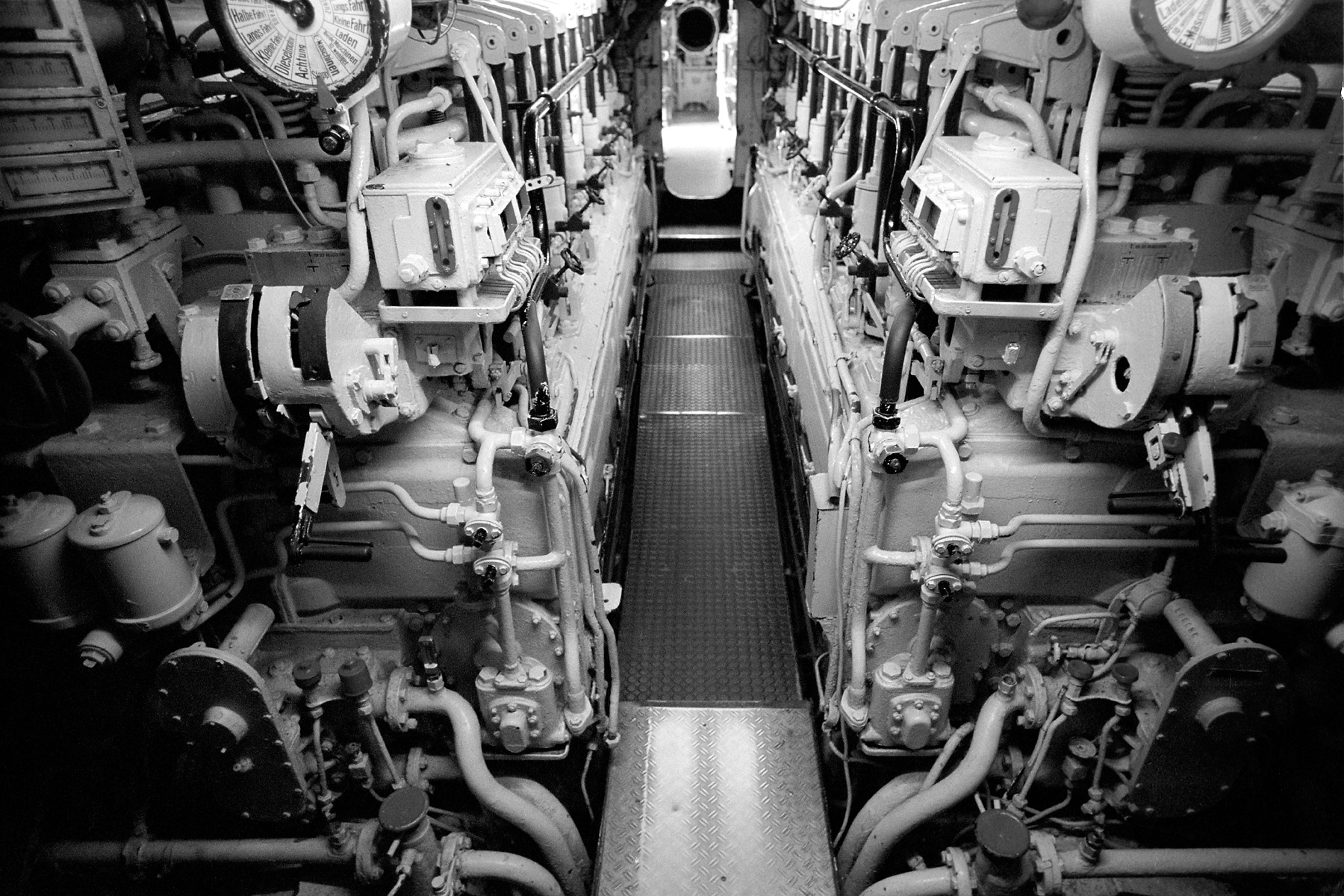
Wnętrze przedziału silników wysokoprężnych

U-557 był średniej wielkości okrętem podwodnym o konstrukcji dwukadłubowej. Długość całkowita wynosiła 67,1 metra, szerokość 6,2 metra i zanurzenie 4,74 metra . Wysokość (od stępki do szczytu kiosku) wynosiła 9,6 metra . Wykonany ze stali pancernej CM 351 o grubości 18,5 mm kadłub sztywny miał 50,5 metra długości i 4,7 metra szerokości. Podzielony był grodziami na sześć przedziałów wodoszczelnych: (od dziobu): I – przedział torpedowy ze sterami głębokości oraz GHG, II – przedział akumulatorów wraz z pomieszczeniami załogi, magazynem amunicji i toaletą, III – centrala z pomieszczeniem wielofunkcyjnym (mieszczącym drugą baterię akumulatorów, pomieszczenia załogi i kambuz), IV – przedział silników spalinowych, V – przedział silników elektrycznych, VI – rufowy przedział torpedowy ze sterami kierunku i głębokości. Kadłub ciśnieniowy otoczony był kadłubem lekkim wykonanym z blach o grubości 4–8 mm. Wyporność w położeniu nawodnym wynosiła 769 ton, a w zanurzeniu 871 ton.
Okręt napędzany był na powierzchni przez dwa 6-cylindrowe, czterosuwowe silniki wysokoprężne Krupp-Germaniawerft F46 z doładowaniem o łącznej mocy 3200 KM przy 470-490 obr./min, a pod wodą poruszał się dzięki dwóm silnikom elektrycznym prądu stałego BBC GG UB720/8 o łącznej mocy 750 KM przy 295 obr./min . Dwa wały napędowe obracały dwie śruby, zapewniając maksymalną prędkość 17–17,6 węzła na powierzchni i 7,6 węzła w zanurzeniu . Zasięg wynosił 8500 Mm przy prędkości 10 węzłów w położeniu nawodnym (3250 Mm przy prędkości maksymalnej) oraz 80 Mm przy prędkości 4 węzłów pod wodą (130 Mm przy 2 węzłach). Zbiorniki mieściły 113,47 tony paliwa, a energia elektryczna magazynowana była w dwóch bateriach akumulatorów AFA 33 MAL 800 E po 62 ogniwa o łącznej pojemności 9160 Ah, masie 62 tony i czasie rozładowania 20 godzin. Dopuszczalna głębokość zanurzenia okrętu wynosiła 100 metrów, a głębokość zgniecenia 250–280 metrów .
Okręt wyposażony był w pięć wyrzutni torped kalibru 533 mm (cztery na dziobie i jedną rufową), z łącznym zapasem 14 torped (wymiennie okręt mógł przenosić 26 min typu TMA lub 39 min typu TMB). Uzbrojenie artyleryjskie stanowiło umieszczone przed kioskiem działo pokładowe kalibru 88 mm SK C/35 L/45, z zapasem amunicji wynoszącym 220–250 naboi oraz pojedyncze działko przeciwlotnicze kalibru 20 mm C/38 L/65 . Jednostka wyposażona też była w pasywny sonar GHG i aktywny S-Gerät, a do obserwacji służyły dwa peryskopy Zeissa: bojowy i nocny .
Załoga okrętu składała się z czterech oficerów oraz 40 podoficerów i marynarzy.

## Służba
U-557 został wcielony do służby w Kriegsmarine 13 lutego 1941 roku . Dowództwo okrętu objął por. mar. (niem. Oberleutnant zur See) Ottokar Arnold Paulssen, dowodzący wcześniej U-20 . U-Boot otrzymał numer poczty polowej M 37 961. Do 1 maja 1941 roku załoga jednostki przechodziła szkolenie w składzie 1. Flotylli U-Bootów, operując z Kilonii . Podczas jednego z rejsów szkoleniowych na Morzu Bałtyckim okręt miał wypadek podczas manewru zanurzenia, w wyniku którego osiadł na dnie (zginął marynarz o nazwisku Eckstein) .

### Pierwszy rejs bojowy
13 maja 1941 roku U-Boot wyszedł z Kilonii, udając się na swój pierwszy wojenny patrol . 24 maja U-557, U-43, U-46, U-66 i U-94 otrzymały od admirała Karla Dönitza rozkaz utworzenia zasadzki na brytyjskie okręty ścigające pancernik „Bismarck” w odległości około 360 Mm na południe od Grenlandii. W dniach 25 maja – 20 czerwca okręt wchodził w skład wilczego stada „West”  . 29 maja o godzinie 20:43 na południe od przylądka Farvel U-Boot storpedował marudera z konwoju HX-128, zbudowany w 1941 roku brytyjski parowiec „Empire Storm” o pojemności 7290 BRT, płynący z ładunkiem 6494 ton zboża i 2983 ton mąki z Montrealu na Wyspy Brytyjskie . Trafiony statek zatonął na pozycji 55°00′N 39°50′W/55,000000 -39,833333, a z jego załogi składającej się z 43 osób uratowanych zostało 40 (kapitan, 35 marynarzy i czterech artylerzystów), wyłowionych z morza przez norweski statek „Marita” . Na przełomie maja i czerwca okręt podwodny uzupełnił zapas paliwa z operującego na północnym Atlantyku niemieckiego zbiornikowca „Belchen”.
Okręt dopłynął do bazy w Lorient 10 lipca, po 59 dniach spędzonych w morzu  .

### Drugi rejs bojowy
13 sierpnia U-557 wyszedł z Lorient na swój drugi atlantycki patrol, jednak po trzech dniach powrócił do bazy; ponownie w morze okręt wypłynął 20 sierpnia  . Wieczorem 26 sierpnia mimo sztormu U-Boot wykrył płynący do Sierra Leone konwój OS-4, informując o tym dowództwo. 27 sierpnia między godziną 1:25 a 1:43 okręt wystrzelił salwę czterech torped w kierunku płynących w konwoju statków, które trafiły w dwie jednostki  . Pierwszym z nich był zbudowany w 1925 roku norweski motorowiec „Segundo” o pojemności 4414 BRT, płynący pod balastem z Liverpoolu do Curaçao, który zatonął po siedmiu minutach od eksplozji torpedy na pozycji 53°36′N 16°40′W/53,600000 -16,666667 . W wyniku ataku śmierć poniosło siedem osób (kapitan, pięciu marynarzy i sekretarka), natomiast pozostałych 27 członków załogi zostało podjętych z morza przez brytyjski slup HMS „Lulworth” (Y60) . Drugim trafionym statkiem okazał się zbudowany w 1928 roku brytyjski parowiec „Saugor” o pojemności 6303 BRT, przewożący ładunek drobnicy oraz 28 samolotów na trasie Londyn – Freetown – Kalkuta, który zatonął na tej samej pozycji . Z liczącej 82 osoby załogi statku zginęło 59 ludzi, a 23 (w tym kapitan) zostało uratowanych przez brytyjski statek ratowniczy „Perth” . O godzinie 2:05 kolejną ofiarą U-Boota został zbudowany w 1928 roku brytyjski parowiec „Tremoda” o pojemności 4736 BRT, przewożący drobnicę i materiały wojenne z Londynu do Duali, storpedowany na pozycji 53°36′N 18°40′W/53,600000 -18,666667 . Na statku, który widziano ostatni raz dryfujący następnego dnia na pozycji 54°08′N 15°28′W/54,133333 -15,466667 zginęły 32 osoby (kapitan, 25 marynarzy i sześciu artylerzystów); 21 rozbitków zostało podjętych na pokład francuskiego awiza „Chevreuil” . Czwartym zatopionym przez U-557 statkiem konwoju OS-4 był zbudowany w 1935 roku brytyjski parowiec „Embassage” o pojemności 4954 BRT, transportujący ładunek drobnicy, ciężarówek i samolotów o łącznej masie 8540 ton na trasie Kingston upon Hull – Bathurst – Pepel, storpedowany o 4:26 w odległości 100 Mm na zachód od wyspy Achill . Statek zatonął na przybliżonej pozycji 54°N 13°W/54,000000 -13,000000, a z jego liczącej łącznie 42 osoby załogi ocalało zaledwie trzech ludzi, uratowanych po czterech dniach przez kanadyjski niszczyciel HMCS „Assiniboine” (I18) .
Między 28 sierpnia a 2 września U-Boot wchodził w skład wilczego stada „Bosemüller”, a następnie (2–15 września) „Seewolf”  . 19 września okręt podwodny powrócił do bazy w Lorient, po 31 dniach spędzonych w morzu  .

### Trzeci rejs bojowy
1 października 1941 roku dowódca U-557 Ottokar Arnold Paulssen otrzymał awans na stopień kpt. mar. (niem. Kapitänleutnant) . 19 listopada okręt wyszedł z Lorient z zadaniem przedarcia się na Morze Śródziemne  . W nocy 26 listopada U-Bootowi udało się bez przeszkód sforsować Cieśninę Gibraltarską. 27 listopada na Morzu Śródziemnym U-557 dostrzegł peryskop wrogiego okrętu podwodnego i usłyszał jego silniki, jednak nie doszło do żadnego ataku . 1 grudnia dowódca okrętu otrzymał kolejny awans, tym razem na stopień kmdra ppor. (niem. Korvettenkapitän) . 2 grudnia U-Boot operował pod Malagą i o godzinie 20:33 nieopodal Estepony storpedował znajdujący się na hiszpańskich wodach terytorialnych zbudowany w 1914 roku norweski parowiec „Fjord” o pojemności 4032 BRT, przewożący 5900 ton rudy żelaza z Águilas przez Gibraltar do Barrow-in-Furness . Trafiony przez jedną z dwóch wystrzelonych torped statek szybko zatonął na pozycji 36°21′N 5°10′W/36,350000 -5,166667, a z jego załogi liczącej 34 osoby zginęło 14 (w tym kapitan) .
5 grudnia okręt został przyporządkowany do 29. Flotylli U-Bootów . 7 grudnia po 19 dniach spędzonych w morzu okręt dotarł do bazy w Mesynie  .

### Czwarty rejs bojowy i utrata okrętu
9 grudnia U-Boot wyszedł z Mesyny na swój czwarty wojenny patrol  . 15 grudnia w odległości około 35 Mm na zachód od Aleksandrii U-557 wykonał atak torpedowy na powracający do bazy z misji przechwycenia jednego z włoskich konwojów do Libii brytyjski krążownik lekki HMS „Galatea” (71) (5220 ton) . Ugodzony trzema torpedami okręt zatonął w ciągu trzech minut na pozycji 31°17′N 29°13′E/31,283333 29,216667, a z liczącej 614 osób załogi w wyniku ataku zginęło 470 ludzi (dowódca, 22 oficerów i 447 marynarzy) . 144 rozbitków zostało uratowanych przez brytyjskie niszczyciele HMS „Griffin” (H31) i HMS „Hotspur” (H01) .
Po zatopieniu krążownika U-557 obrał kurs na Salaminę, bazę 23. Flotylli U-Bootów . O godzinie 18:06 okręt podwodny wysłał sygnał radiowy informujący, że jest 18 godzin od portu . Tego samego dnia o godzinie 18:00 włoski torpedowiec „Orione” wyszedł z portu Suda na patrol, nic nie wiedząc o tym, że w pobliżu Krety znajduje się U-Boot . O godzinie 21:44 na zachód od Kisamos dowódca torpedowca, kpt. mar. (wł. tenente di vascello) M. Gambetta zauważył płynący na powierzchni w kierunku północnym okręt podwodny i zakładając, że jest to jednostka brytyjska wydał rozkaz otworzenia ognia i taranowania . W rezultacie U-557 zatonął wraz z całą, liczącą w tym rejsie 43 osoby załogą na pozycji 35°31′N 23°19′E/35,516667 23,316667 po patrolu trwającym 8 dni, a ciężko uszkodzony w wyniku zderzenia „Orione” powrócił do bazy  . Przeprowadzone po wypadku dochodzenie wykazało, że informacja o położeniu U-557 dotarła do dowództwa włoskiej marynarki wojennej dopiero o 22:00 lub nawet później .

### Podsumowanie działalności bojowej
U-557 odbył cztery patrole bojowe, spędzając w morzu 120 dni . W ich trakcie zatopił sześć statków o łącznej pojemności 31 729 BRT i krążownik lekki HMS „Galatea” o wyporności 5220 ton, na pokładach których zginęło co najmniej 624 osoby . Pełne zestawienie strat przedstawia poniższa tabela :
| Data             | Nazwa              | Państwo         | Tonaż      | Los jednostki |
| ---------------- | ------------------ | --------------- | ---------- | ------------- |
| 29 maja 1941     | „Empire Storm”     | Wielka Brytania | 7290       | zatopiony     |
| 27 sierpnia 1941 | „Segundo”          | Norwegia        | 4414       | zatopiony     |
| 27 sierpnia 1941 | „Saugor”           | Wielka Brytania | 6303       | zatopiony     |
| 27 sierpnia 1941 | „Tremoda”          | Wielka Brytania | 4736       | zatopiony     |
| 27 sierpnia 1941 | „Embassage”        | Wielka Brytania | 4954       | zatopiony     |
| 2 grudnia 1941   | „Fjord”            | Norwegia        | 4032       | zatopiony     |
| 15 grudnia 1941  | HMS „Galatea” (71) | Royal Navy      | 5220       | zatopiony     |
| RAZEM            | RAZEM              | zatopione:      | zatopione: | 7             |